# 蓋延
蓋 延（がい えん、? - 39年）は、後漢の武将。字は巨卿（きょけい）。漁陽郡要陽県（河北省豊寧満族自治県）の人（『後漢書』列伝8・本伝）。光武帝の功臣であり、雲台二十八将の11位に序せられる（『後漢書』列伝12）。

## 事跡
| 姓名           | 蓋延                                                                                  |
| 時代           | 新代 - 後漢時代                                                                       |
| 生没年         | 生年不詳 - 39年（建武15年）                                                           |
| 字・別号       | 巨卿（字）                                                                            |
| 本貫・出身地等 | 幽州漁陽郡要陽県                                                                      |
| 職官           | 漁陽郡署営尉、行護軍〔更始〕 →偏将軍〔劉秀〕 →虎牙（大）将軍 （後に兼左馮翊）〔後漢〕 |
| 爵位・号等     | 建功侯〔劉秀（後漢）〕→安平侯〔後漢〕                                                 |
| 陣営・所属等   | 王莽→更始帝→光武帝                                                                    |
| 家族・一族     | 子：蓋扶                                                                              |

身長8尺（184センチ）、300斤（66キロ）の強弓を引いた。幽州北辺は烏桓との境であるため勇力を尊ぶ地方で、蓋延も侠気で知られていた。郡の属官、州の従事となった。彭寵が漁陽の太守となると、蓋延は営尉となり護軍都尉を兼ねた。王郎が挙兵するに及んで、呉漢と共に謀って、劉秀に帰順した。同郡の呉漢・王梁、更に上谷郡の将景丹・寇恂・耿弇と共に、王郎の軍を撃ち、広阿で劉秀の軍に合流した。偏将軍に任じられ、列侯に封じられ、従いて河北を平らげた。建武元年（25年）6月に即位した劉秀・光武帝は、7月に蓋延を虎牙大将軍（虎牙将軍）に任じた。
建武2年（26年）4月、四将（馬武・劉隆・馬成・王覇）を率いて、天子と号した梁の劉永を囲んだ。元更始帝の将であった蘇茂は蓋延と仲が悪く、淮陽太守を斬って広楽に拠って劉永についた。6月、蓋延は睢陽を落とし、劉永は譙へ奔った。12月、蓋延は劉永を沛の西に破った。蘇茂・佼彊・周建、軍を合わせて劉永を救援するも、蓋延に破られ、蘇茂は広楽に走り、佼彊、周建は劉永に従って、湖陵に砦した。
建武3年（27年）4月、光武帝は呉漢に七将を率いさせ、蘇茂を広楽に囲んだ。周建は蘇茂を救援するも、共に敗れ城を捨てて湖陵、劉永の元に戻った。睢陽は劉永を再び迎えた。呉漢は蓋延と軍を合わせ、これを囲んだ。7月、城中の食が尽きて、劉永・蘇茂・周建は逃れる。劉永の将慶吾は劉永を斬って降り、劉永の弟劉防は城を挙げて降った。蘇茂・周建は劉永の子、劉紆を立てて梁王とした。

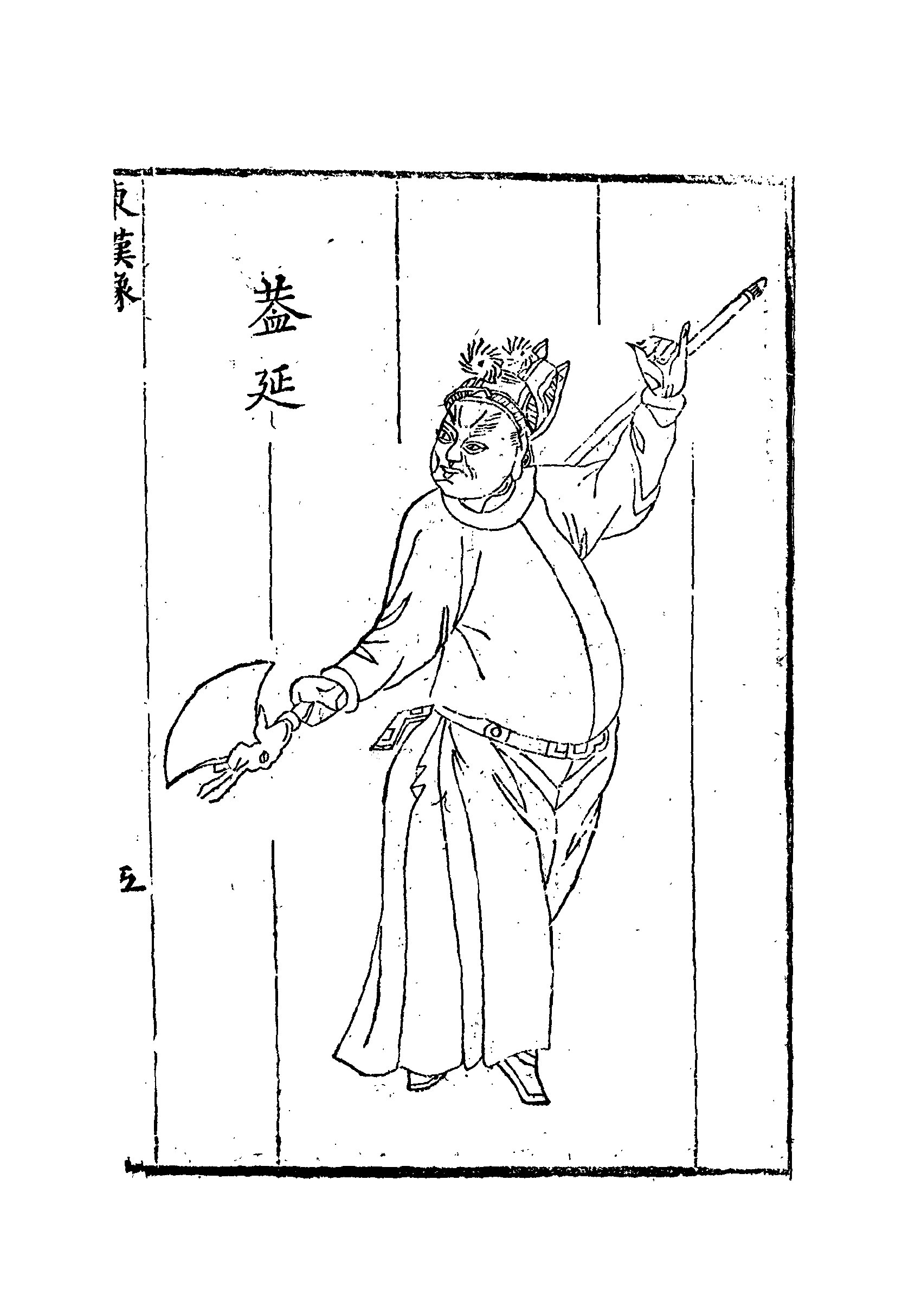
蓋延

建武4年（28年）春、蓋延は周建・蘇茂を攻め、董憲と留の下に戦ってこれらを破り、龐萌を率いて西防を攻め落とした。再度、周建・蘇茂を彭城に破り、周建・蘇茂は逃走した。7月、董憲の将賁休は蘭陵城を以って降るが、董憲はこれを囲んだ。蓋延は龐萌を率いて賁休を救わんとするも、光武帝の指示に従わず、返って董憲の計略に嵌って勝てず、蘭陵は董憲に落ち、賁休は斬られた。
建武5年（29年）3月、龐萌は董憲を撃つ詔書が蓋延独りに下り、自分に及ばなかったことを蓋延の誹る所と疑い、遂に反して楚郡太守を殺し、董憲についた。7月、光武帝自ら龐萌を討伐するに当たって、呉漢、蓋延らを召集し任城に会し、龐萌を桃郷に討った。昌虜を攻め、董憲を破った。
建武6年（30年）春、光武帝に命じられ、祭遵、耿弇、王常、馬武、劉歆（劉植の従兄弟）、劉向と共に天水より公孫述を討たんとするも、叛乱した隗囂に敗れ、隴を降った。光武帝は、蓋延を長安に駐屯させた。
建武9年（33年）、隗囂が病死するや蓋延は西方の諸勢力を討ち、平らげた。
建武11年（35年）、中郎将来歙に率いられ馬成と共に公孫述の将を河池、下弁に攻めるも、来歙が刺客に倒れて勝たず、蓋延は病気故に引き返した。将軍職のまま左馮翊の長となった。
建武15年（39年）、その職位のまま亡くなった。

## 人柄・逸話
- 敵を侮り深入りして、光武帝に何度も諌められている。
- 来歙が刺客にやられた際に蓋延を呼び出すが、蓋延は来歙を見て号泣し、来歙に「後を託さんと呼ぶが、返って女子供に倣って泣くか。刃は身に在るといえども、兵を整えて公を斬ることが出来ない訳では無いぞ」と叱咤され、涙を収めて傾聴した。
- 左馮翊の長の時、非法が多く、配下であった第五倫がしばしば諌めているが、蓋延は逆恨みして、第五倫を推挙することは無かった。